# Aphidius fulvus
Aphidius fulvus är en stekelart som beskrevs av Cresson 1865. Aphidius fulvus ingår i släktet Aphidius och familjen bracksteklar. Inga underarter finns listade i Catalogue of Life.